# Christina Olofson

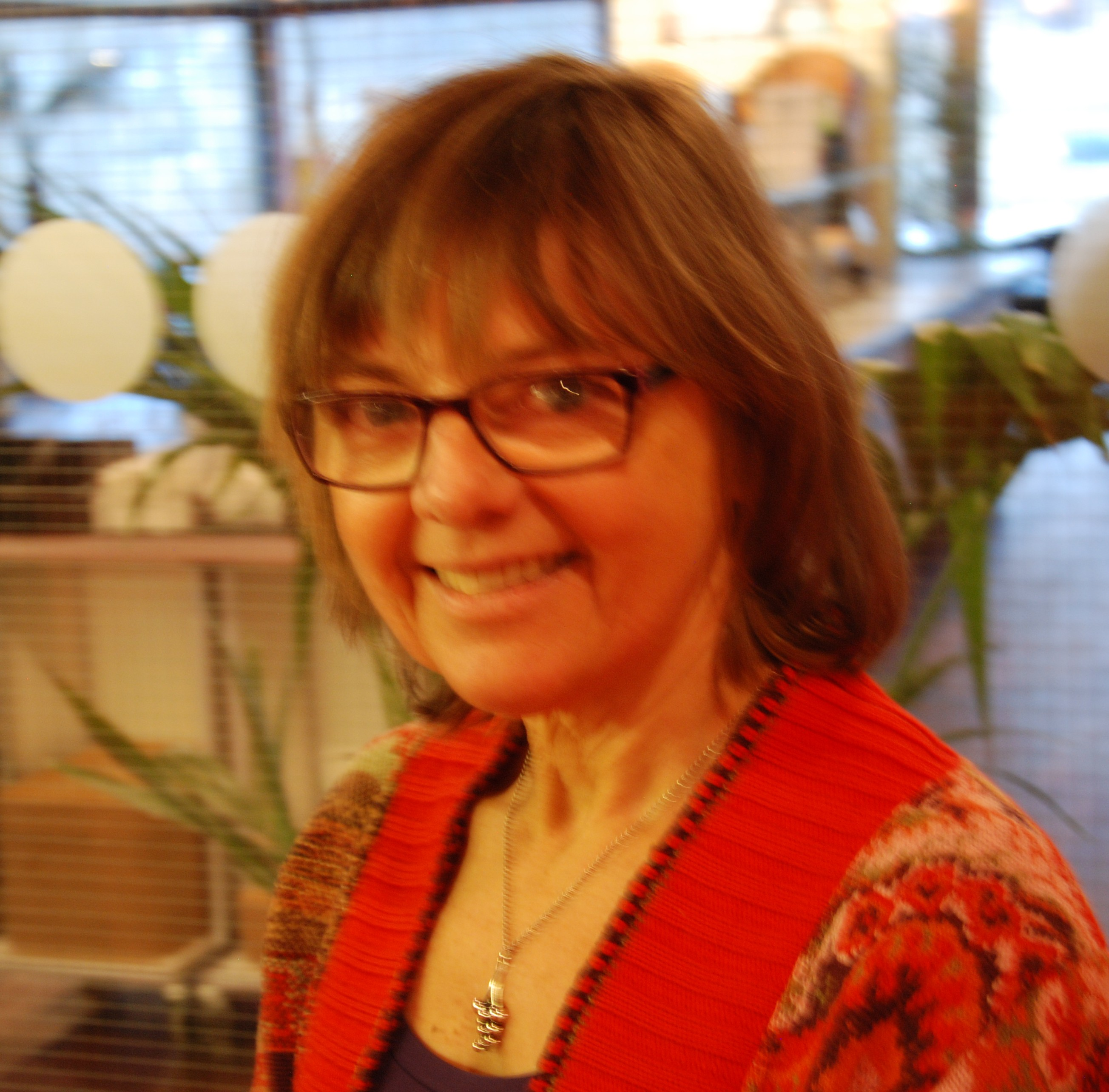
Christina Olofson
(Foto: Bengt Oberger)

Anna-Maria Christina Olofson (* 13. Juni 1948 in Kristinehamn, Värmlands län, Schweden) ist eine schwedische Regisseurin, Drehbuchautorin und Filmproduzentin.

## Leben
Nach einem Studium in Soziologie, Pädagogik und Recht begann sie ab 1970 eine Ausbildung im Filmschnitt. Anschließend arbeitete sie mehrere Jahre für das schwedische Fernsehen und schnitt Reportagen und Dokumentarfilme. Bereits Mitte der 70er gründete sie mit dem schwedischen Kameramann und Regisseur Göran du Rées die Produktionsfirma Hagafilm. Ihr erster Erfolgsfilm war Målaren, der Semaine de la Critique in Cannes und dem Moskauer Filmfest teilnahm. Anschließend folgte 1987 einer der größten Erfolge ihrer Karriere mit Dirigenterna. Die Dokumentation über 6 Dirigentinnen erfuhr nicht nur viel Kritikerlob, sondern auch einen weltweiten Vertrieb. Mit Co.Film gründete Olofson 1990 ihre eigene Produktionsfirma und produzierte mit Honungsvargar den ersten eigenen Film.
Mit der schwedischen Schriftstellerin Annika Thor verbindet sie eine Zusammenarbeit über vier Filme. So war Thor nicht nur bei der Drehbucharbeit 1990 für Honungsvargar beteiligt, sondern auch bei Ich hätte Nein sagen können, Hannah med H und Katzenjammer für das Drehbuch verantwortlich. Bei den drei letztgenannten war auch jeweils Robert Nordström als Kameramann tätig.

## Politisches Engagement
Olofson ist in Schweden für ihr feministisches Engagement um die Gleichstellung der Geschlechter im schwedischen Filmgeschäft bekannt. Als die Women in Film and Television (WIFT) 2003 eine schwedische Zweigniederlassung eröffnete, trat sie dieser sofort bei. Aktuell ist sie Vorstandsmitglied dieser feministischen Lobbyorganisation. So kämpft sie seit Jahren auf unterschiedlichen Veranstaltungen dafür, dass sich die Frauenbeteiligung unter den Regisseuren, Drehbuchautoren und Produzenten erhöhen solle. Dabei fordert sie sowohl von der Politik als auch von der schwedischen Filmakademie und schwedischen TV-Sendern immer wieder eine dementsprechende Frauenquote einzuführen. So wurde 2008 auf dem Filmkonvent in Luleå eine gemeinsame Erklärung zur Gleichstellung im Film ausgearbeitet, um eine Quote zu fordern. Als diese allerdings nicht eingeführt wurde, trat Olofson mehrfach im Fernsehen auf, um dabei immer wieder die Versäumnisse der Gleichstellungspolitik im Schwedischen Film anzuprangern. Um dieses Forderungen zu unterstützen, gab sie an, auch gerne mal Regie bei Actionfilmen zu übernehmen, dies aber nicht könne, da immer nur Männer für deren Regie in Frage kämen. Dass sie allerdings eine eigene Produktionsfirma hat, verschwieg sie in all jenen Interviews. 2010 kam es zu Treffen mit SVT, TV4 und einigen Gewerkschaften, um für die Gleichstellung der Frauen im schwedischen Film zu diskutieren. Als einer der Gründe wurde angegeben, dass lediglich 2 der 20 größten Publikumsmagneten in den letzten 10 Jahren unter der Regie von Frauen entstanden. Diese waren Masjävlar und Eva und Adam – Vier Geburtstage und ein Fiasko. Als der bekannte schwedische Regisseur Kjell Sundvall meinte, dass er und Colin Nutley nichts dafür könnten, dass die restlichen Frauen für das Publikum unattraktivere Filme machten, war er starker medialer Kritik ausgesetzt.
Auch parallel zu ihrer lobbyistischen Arbeit thematisiert Olofson immer wieder die chronische Unterfinanzierung des Films und bestätigt Zustände wie Burnout, niedrige Löhne, lange Arbeitszeiten und mangelnde Achtung des Arbeitsschutzgesetz.

## Filmografie (Auswahl)
- 1977: Tältet
- 1982: Målaren
- 1983: Jacob smitaren
- 1985: 1985 – Vad hände katten i råttans år?
- 1987: Dirigentinnen (Dirigenterna)
- 1990: Honungsvargar
- 1997: Ich hätte Nein sagen können (Sanning eller konsekvens)
- 1999: Suffløsen
- 2001: Katzenjammer (Kattbreven)
- 2003: Hannah med H
- 2006: Keillers park
- 2011: Apelsinen
- 2012: Jag behöver dig med än jag älskar dig och jag älskar dig så himla mycke

## Auszeichnungen
- Guldbagge
  - 1998 – Beste Regie – Ich hätte nein sagen können (nominiert)